# Abbas Moayeri
Abbas Moayeri (1939-24 de octubre de 2020) fue un pintor, miniaturista y escultor iraní.

## Datos biográficos
En 1960, obtuvo su Licenciatura en Artes Tradicionales, en 1967 se licenció en escultura decorativa y en 1968 obtuvo su maestría en Escultura Decorativa, con la mención de excelente y con la felicitación del jurado, en la Facultad de las Artes Décorativas de Teherán.
Comenzó su carrera profesional en 1967 tomando el relevo del Maestro Behzad, profesor de miniatura persa en la Escuela de Bellas Artes de Teherán. En 1984, obtuvo la plaza de profesor de miniatura persa en la ADAC (Association pour le Développement de l’Animation Culturelle) en París. Fue profesor en el centro cultural A.M.O.R.C. y participa en numerosas conferencias.
Ha sido laureado con numerosos premios, entre otros:
- Medalla de Plata "al Mérito y Dedicación Francés" (1984)
- Medalla de Plata de los "Sociedad académica Artes-Ciencias-Letras, otorgada por la Academia Francesa" (1985)
- Medalla de Plata con escarapela de la "Federación Nacional de la Cultura Francesa" (1985)

Abbas Moayeri vivió en París, dedicando su tiempo entre la enseñanza, su trabajo y las exposiciones múltiples. 